# Валпургијска ноћ
Валпургијска ноћ (нем. и хол. Walpurgisnacht, : []) ноћ је 30. априла уочи дана прославе Свете Валпурге, франачке опатице из 8. века. У германском фолклору, Валпургијска ноћ се још назива Ноћ вештица (њем. Hexennacht, хол. Heksennacht), по веровању да је то ноћ када се вештице састају на Брокену, највише врху планине Харц, масиву шумовитих брда у средишњој Немачкој између река Везер и Лаба. Локалне варијанте Валпургијске ноћи се обележавају широм Европе, и то у Холандији, Немачкој, Чешкој, Словенији, Шведској, Литванији, Летонији, Финској и Естонији.

## Порекло и историјат
Валпургијска ноћ или Valborgsmässoafton на шведском, односно Vappu на финском, је једна велика свечаност у Шведској и Финској. Ова традиција потиче из Немачке, односно прославе осам векова игуманије Свете Валпурге у Немачкој. Још се од средњег века последњи дан априла сматрао крајем зиме и почетком лета. У германском и нордијском старом фолклору је постојало веровање да се током ове смене зли духови ослободе (исто веровање је везано и за прославу Ноћи вештица у другим културама, која означава смену летњег са зимским делом године). Како би уплашили и отерали зле духове, Немци су палили велике ватре и ова традиција је дошла у Шведску у 16. веку. Али историчари тврде да би традиција паљења логорске ватре могла бити још старија, и да заправо првобитно потиче од Келта. Крајем априла било је уобичајено пуштати стоку на поља и палити ватре како би се уплашила и отерала дивља животиња. Без обзира на порекло прославе Валпургијске ноћи, данас се она посматра као дочек пролећа и у Финској и у Шведској, а такође је блиско повезана са ђачким обичајима. За ђаке Валпургијска ноћ представља „дан слободе“. Већина испита је завршена и школска година се приводи крају. Ђаци носе своје беле матурантске капе и певају песме како би пожелели добродошлицу пролећу, зеленилу које буја и светлијој будућности. У Финској прослава почиње у поподневним часовима, а у Хелсинкију званично започиње стављањем капе на статуу (сличне церемоније се такође одвијају у другим градовима). Људи наздрављају шампањцем и једни другима желе Срећну Влапургијску ноћ. Прослава се одвија целе ноћи све до првомајског јутра, када се људи срећу у парковима на пикницима уз шампањац. Осим шампањца, популарно је пити и пиће Сима (домаћа медовина) као и јести колач tippaleipä. Током дана град је испуњен цвећем, балонима, звуцима пиштаљки, а првомајски празник проткан је парадама и другим догађајима који се одржавају по граду. У шведским универзитетским градовима Лунду и Упсали, последњи дан априла је један од највећих догађаја у току године. Студенти иду на излет у паркове рано ујутру, где се обично пију невероватне количине алкохола. У парковима се организују концерти, а у Упсали и трка чамаца на реци Фирисан која протиче кроз центар града. Сваки од чамаца су направиле групе студената и трке чамаца су постале једна од највећих атракција прославе Валпургијске ноћи у Упсали. Више од 30 000 људи долази да посматра око 300 разнобојних, често не баш добро осмишљених чамаца који покушавају да се спусте низ реку. Није неуобичајено да се неки од њих успут преврне или потоне, па ако желите да учествујете, боље се припремите за пливање у хладној води. Валпургијска ноћ је пре јавни догађај него породична прослава, и људи се увече окупљају око јавно организованих паљења логорских ватри. Углавном се држе здравице како би пожелели добродошлицу пролећу уз пратњу песама које изводи хор у част долазећем пролећу. Једна од најпопуларнијих песама је „Чежња за домовином“, и како би схватили колико су Швеђани срећни зато што је дуга и мрачна зима прошла, можете прочитати прву строфу песме са преводом на енглески језик.

## Занимљивост
Валпургијска ноћ увек „пада“ 1. маја, односно у ноћи између 30. априла и 1. маја. Уз то, од давних времена на тај дан се славио и пагански празник Белтане у част природе и плодности. Том приликом се пале ватре играју се игре и плеше се у част природе.